# Murnau am Staffelsee

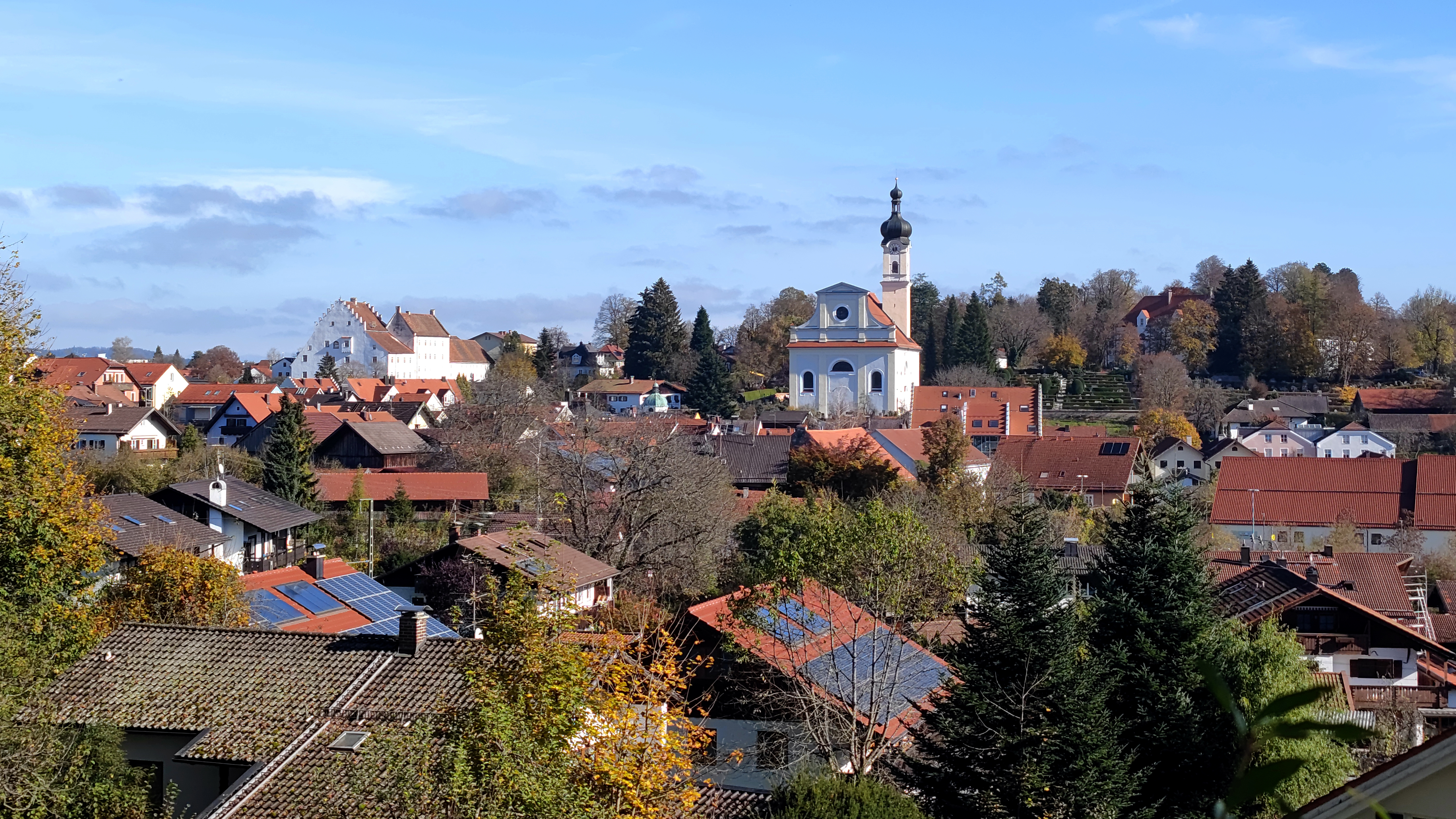
Ortsansicht von Murnau

Murnau am Staffelsee (amtlich: Murnau a.Staffelsee) ist ein Markt im oberbayerischen Landkreis Garmisch-Partenkirchen. Der Markt entstand ab dem 12. Jahrhundert um die Burg Murnau. Der Ort ist Teil der Tourismusregion Das Blaue Land.

## Geographie

### Geographische Lage
Murnau liegt im Vorland der Bayerischen Alpen etwa 70 km südlich von München. Vom Ort blickt man auf die Gipfel und Grate der Ammergauer Alpen vom Hörnle bis zum Ettaler Mandl im Südwesten, des Wettersteingebirges mit Zugspitze und Alpspitze im Süden sowie des Estergebirges mit dem markanten Kistenkar und der Walchenseeberge mit Heimgarten und Herzogstand im Südosten. Das Gebiet des heutigen Murnau lag während der letzten Eiszeit (Würmeiszeit) unter einer rund 600 m mächtigen Eisdecke.
Der Staffelsee grenzt direkt an den westlichen Ortsrand. Im Süden schließt sich mit dem Murnauer Moos das größte geschlossene Moorgebiet Mitteleuropas an.

### Gemeindegliederung
Der Markt Murnau am Staffelsee hat zwölf Gemeindeteile (in Klammern ist der Siedlungstyp angegeben):
- Achrain (Weiler)
- Egling (Dorf)
- Froschhausen (Kirchdorf)
- Hechendorf (Kirchdorf)
- Hermannswiese (Weiler)
- Mühlhabing (Weiler)
- Murnau a.Staffelsee (Hauptort)
- Neuegling (mit Schloss)
- Oberried (Siedlung)
- Ramsach (Weiler)
- Weindorf (Kirchdorf)
- Westried (Siedlung)

## Geschichte

### Etymologie und Gründungslegenden
Der Ortsname „Murnau“ stammt wohl von mittelhochdeutsch muorin für ‚Moor‘ und mittelhochdeutsch ouwe für ‚Au, Land am Wasser‘. Er weist auf die Lage am Murnauer Moos und dem Loisachtal hin.
Alte Sagen bringen den Ortsnamen mit dem Murnauer Wappentier, dem Lindwurm, in Verbindung. Das erste Siegel mit dessen Darstellung ist aus dem Jahr 1374 erhalten und auch der Flurname „Drachenstich“ in der Nähe des Ramsachkircherls deutet auf eine sehr alte Drachensage in der Region hin. So schrieb Franz Sales Gailler, Murnau habe ursprünglich „Wurmesau“ bzw. „Wurmau“ geheißen und seinen Namen von einem Lindwurm erhalten, der in der Gegend hauste. Da der Name „unfein und etwas schwer auszusprechen war“, ging man später zum weicher klingenden „Murnau“ über.
Nach einer Version der Legende, von der unter anderem Max Dingler und der Kaplan Simon Baumann berichteten, wurde der Lindwurm von Kaiser Ludwig dem Bayern getötet.
Dingler gibt auch eine alternative Version der Legende wieder, in der der Lindwurm auf der Staffelsee-Insel Wörth von einem Schusterbuben überlistet wurde. Der Bub präparierte eine Kalbshaut mit ungelöschtem Kalk und legte sie als Köder aus. Der Lindwurm verschlang die präparierte Haut, trank anschließend aus dem Staffelsee, wodurch der Kalk in seinem Magen reagierte und das Ungeheuer von innen heraus tötete.

### Bis zum 11. Jahrhundert
Die Gegend um Murnau wurde bereits in vorchristlicher Zeit besiedelt. Ab der Regierungszeit von Septimius Severus gab es im Verlauf der Via Raetia eine Römerstraße über den Brennerpass und Seefelder Sattel durch das obere Isar- und Loisachtal nach Augsburg, die als Reichs- und Handelsstraße Via Imperii bis ins 19. Jahrhundert Bestand hatte. Auf dem mittlerweile abgetragenen Moosberg im Murnauer Moos ließen sich auch Zeichen keltischer und römischer Besiedlung finden. Damals war Murnau nicht mehr als eine mehr oder weniger befestigte Poststation mit dem Namen Murau oder Mureau.

### 12. bis 16. Jahrhundert
Murnau wurde um 1150 das erste Mal urkundlich erwähnt.
Um 1300 wurde die Kirche St. Nikolaus erstmals in einem Schriftstück genannt. Die erste urkundliche Nennung der Burg Murnau erfolgte 1324. Ludwig der Brandenburger bestätigte 1350 dem Markt Murnau den Blutbann, das Niederlagsrecht, den Wochenmarkt am Mittwoch und den Michaelimarkt. Um 1400 erhielt Kloster Ettal für sein Gericht Murnau die bisher vom Landgericht Weilheim ausgeübte Hochgerichtsbarkeit.
Die erste Ortsansicht (das Schloss) von Philipp Apian datiert aus dem Jahre 1560.

### 17. und 18. Jahrhundert
1632–1648 erfolgten die Besetzung durch Schweden und Franzosen und Einquartierungen kaiserlicher Truppen während des Dreißigjährigen Krieges. 1634 brach die Pest aus. Die Kirche St. Nikolaus wurde von 1717 bis 1734 neu erbaut. 1722 wurde der Leonhardi- und der Skapuliermarkt bewilligt.

### 19. Jahrhundert
1803 wurde das Kloster Ettal säkularisiert und das Pflegamt Murnau aufgehoben. Murnau wurde dem Landgericht Weilheim zugeordnet. Das Rathaus wurde 1842 neu erbaut. Mitte des 19. Jahrhunderts wurde fast die komplette Bausubstanz Murnaus in einem Stadtbrand zerstört. Der sich anschließende Wiederaufbau führte zu dem sich heute darbietenden geschlossenen Ortsbild. 1868 wurde der Verschönerungsverein Murnau e. V. gegründet. 1879 wurde die Bahnlinie Weilheim–Murnau eröffnet, 1889 die Bahnlinie Murnau–Garmisch. 1900 folgte die Eröffnung der Bahnlinie Murnau–Oberammergau.

### 20. Jahrhundert

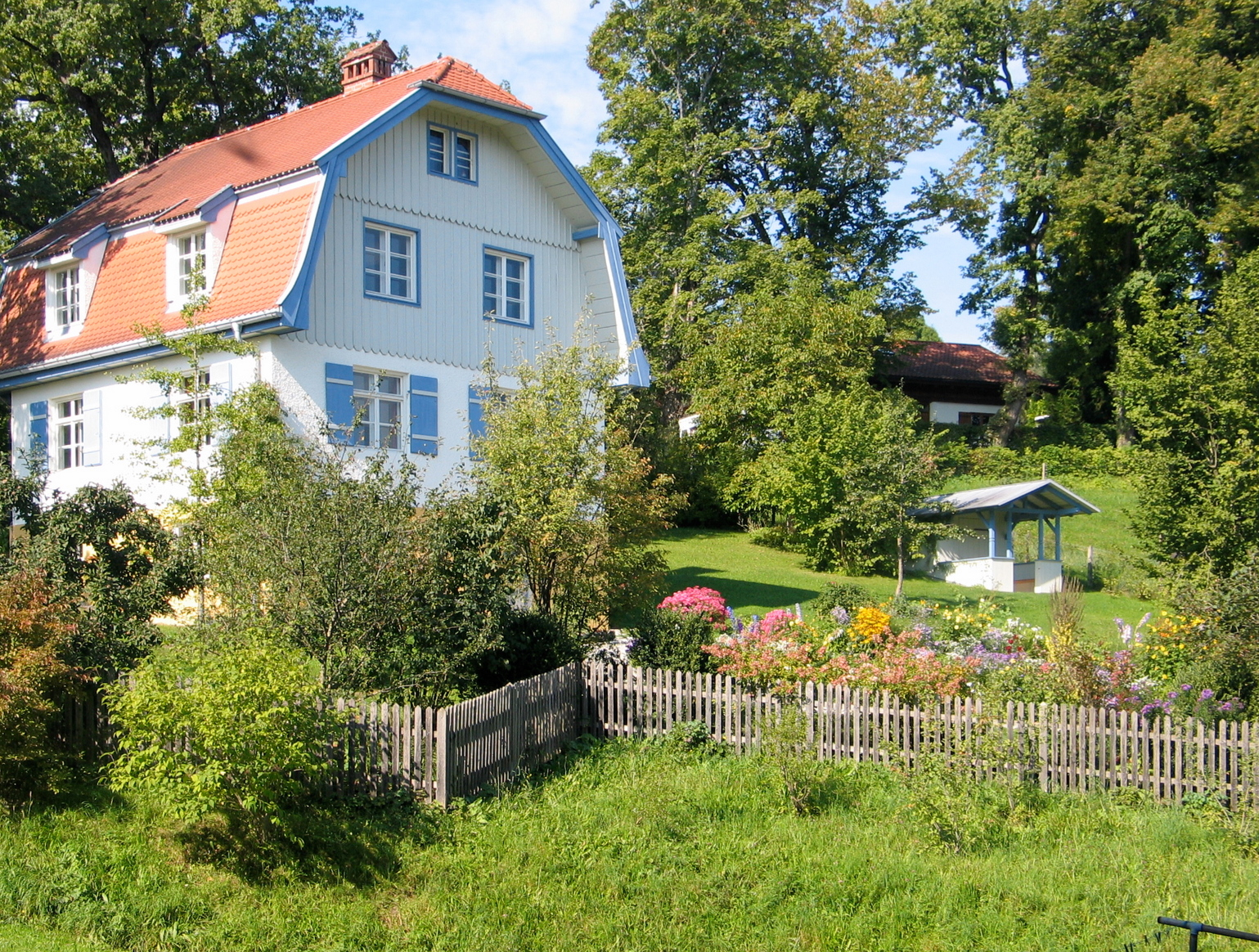
Münter-Haus Murnau

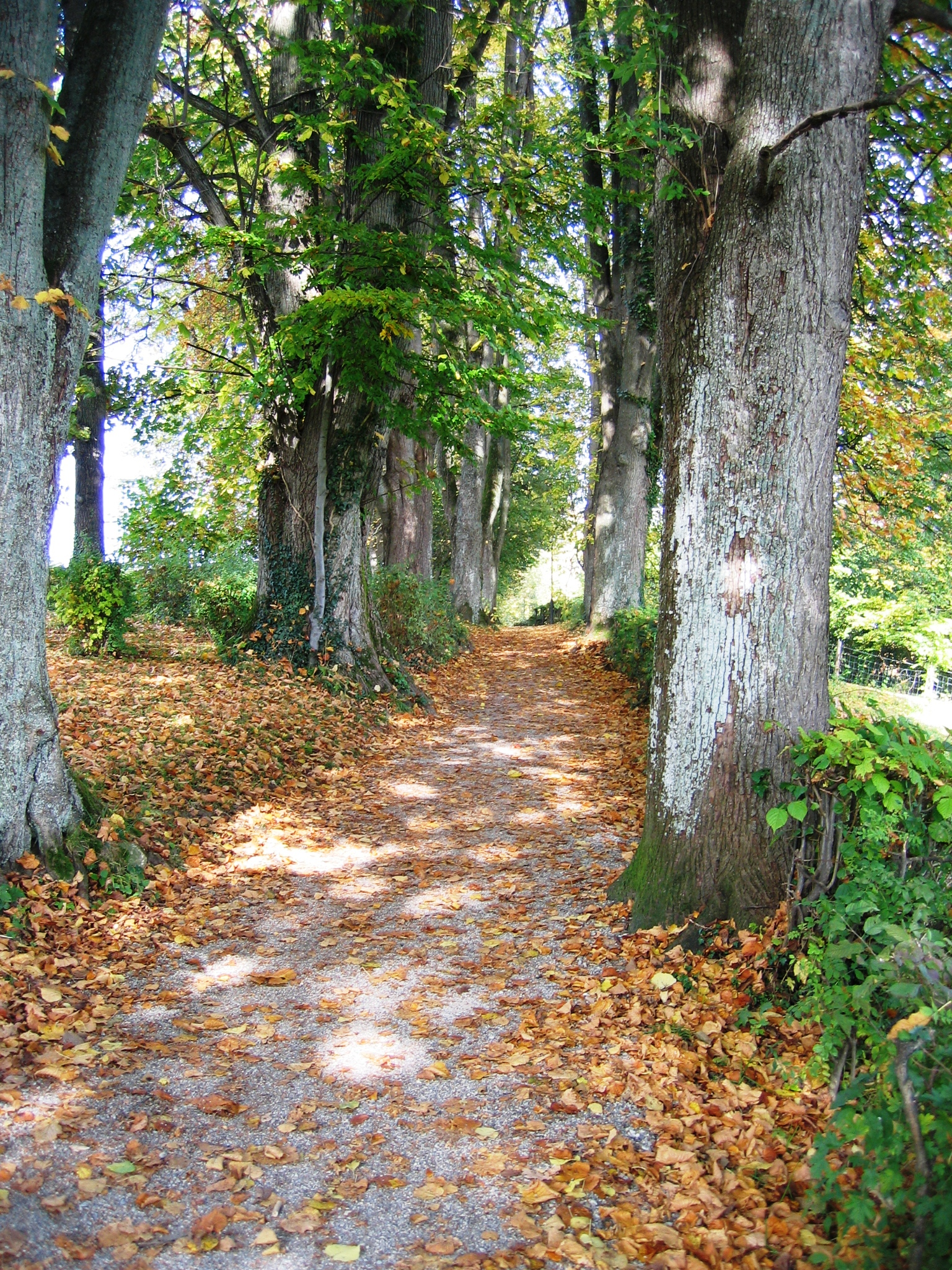
Kottmüller-Allee

Anfang des 20. Jahrhunderts wurde auf Initiative Emanuel von Seidls das Ortsbild verändert.
Die beiden Künstlerpaare Gabriele Münter /Wassily Kandinsky und Marianne von Werefkin /Alexej Jawlensky hielten sich 1908 zum ersten Mal in Murnau zum gemeinsamen Malen auf. Durch die Gemälde, die sie bis 1914 von dem Ort und seiner Landschaft schufen, wurde Murnau ein bekannter Künstlerort. Schon vor dem Ersten Weltkrieg hielten sich Mitglieder der Künstlergruppe Blauer Reiter in Murnau auf. Ab 1931 wohnten Gabriele Münter und ihr Lebensgefährte, der Kunsthistoriker Johannes Eichner, in dem später als Münter-Haus bekannt gewordenen Gebäude an der Kottmüllerallee 6.
Zu den herausragenden kulturellen Attraktionen Murnaus zählen das 1999 renovierte Münter-Haus („Russenhaus“), das Münter 1909 erworben und zeitweise mit Kandinsky bewohnt hatte, sowie das Schloßmuseum mit seiner Kunstsammlung.
1923 nahmen zahlreiche Bürger des Ortes am Hitlerputsch in München teil und erhielten dafür nach der Machtergreifung den sogenannten Blutorden. Bei den Reichstagswahlen 1924 erhielten die sonst in Deutschland (Weimarer Republik) damals noch chancenlosen Nationalsozialisten nahezu 33 Prozent der Murnauer Stimmen. Von 1923 bis 1933 lebte und wirkte der Schriftsteller Ödön von Horváth in Murnau. 1924 wurde eine private Höhere Mädchenschule (später Gymnasium) gegründet. Das neue Krankenhaus, gestiftet von James Loeb, wurde 1932 erbaut. Bei der Reichstagswahl am 5. März 1933 wählten 55,8 % der Murnauer Wahlberechtigten die NSDAP (Deutsches Reich: 43,9 %, Oberbayern-Schwaben: 40,9 %). Seit 1933 befanden sich bei Murnau mehrere Hitler-Jugend-Hochlandlager.
1953 wurde die Berufsgenossenschaftliche Unfallklinik Murnau im Südosten des Ortes eröffnet, die seitdem ständig erweitert wurde. Das Goethe-Institut öffnete 1954 seine Pforten. 1956 und 1971 wurden die Kasernen durch die Bundeswehr wieder belegt, von denen eine (Kemmel-Kaserne) 1994 wieder geschlossen wurde. Zahlreiche Landhäuser, darunter einige Villen und eine Turnhalle, erbaut von Emanuel von Seidl, wurden in den 1960er und 1970er Jahren abgerissen. Das Staffelsee-Gymnasium wurde 1967 zur Vollschule ausgebaut.

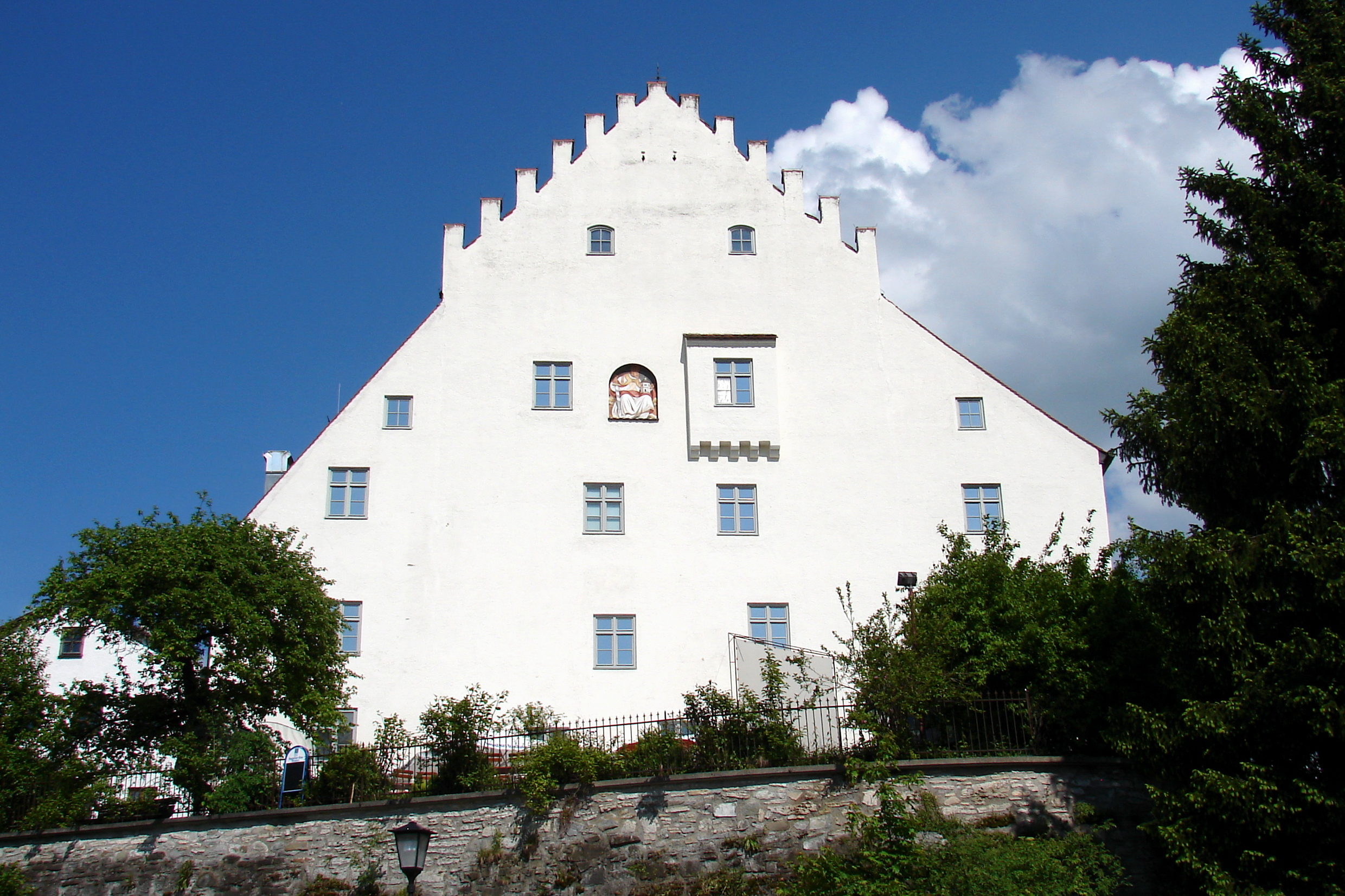
Das Schloßmuseum Murnau im Murnauer Schloss (2013)

Im Zuge der Gebietsreform in Bayern wurde Murnau am 1. Juli 1972 vom Landkreis Weilheim abgetrennt und dem Landkreis Garmisch-Partenkirchen zugeteilt. Am 12. März 1979 wurde der Name der Gemeinde Murnau amtlich in Murnau am Staffelsee geändert.
Im Jahr 1970 erfolgte bayernweit die erste Datenfernübertragung an den pharmazeutischen Großhandel über Telefon der Engel-Apotheke des Apothekers Gustav Hell zusammen mit der Firma Siemens.
Im Jahr 1979 wurde ein Jugendzentrum geschaffen, das 2006 ein nach der Stifterin benanntes eigenes Haus bekam, das Erlhaus. Das Murnauer Moos wurde 1980 Naturschutzgebiet. 1993 wurde das Schloßmuseum eröffnet. Von 1998 bis 2000 wurde der historische Ortskern saniert. Das umgestaltete Münterhaus wurde 1999 wiedereröffnet. 2000 wurden Fußgängerzone und Tiefgarage eingeweiht.

### 21. Jahrhundert

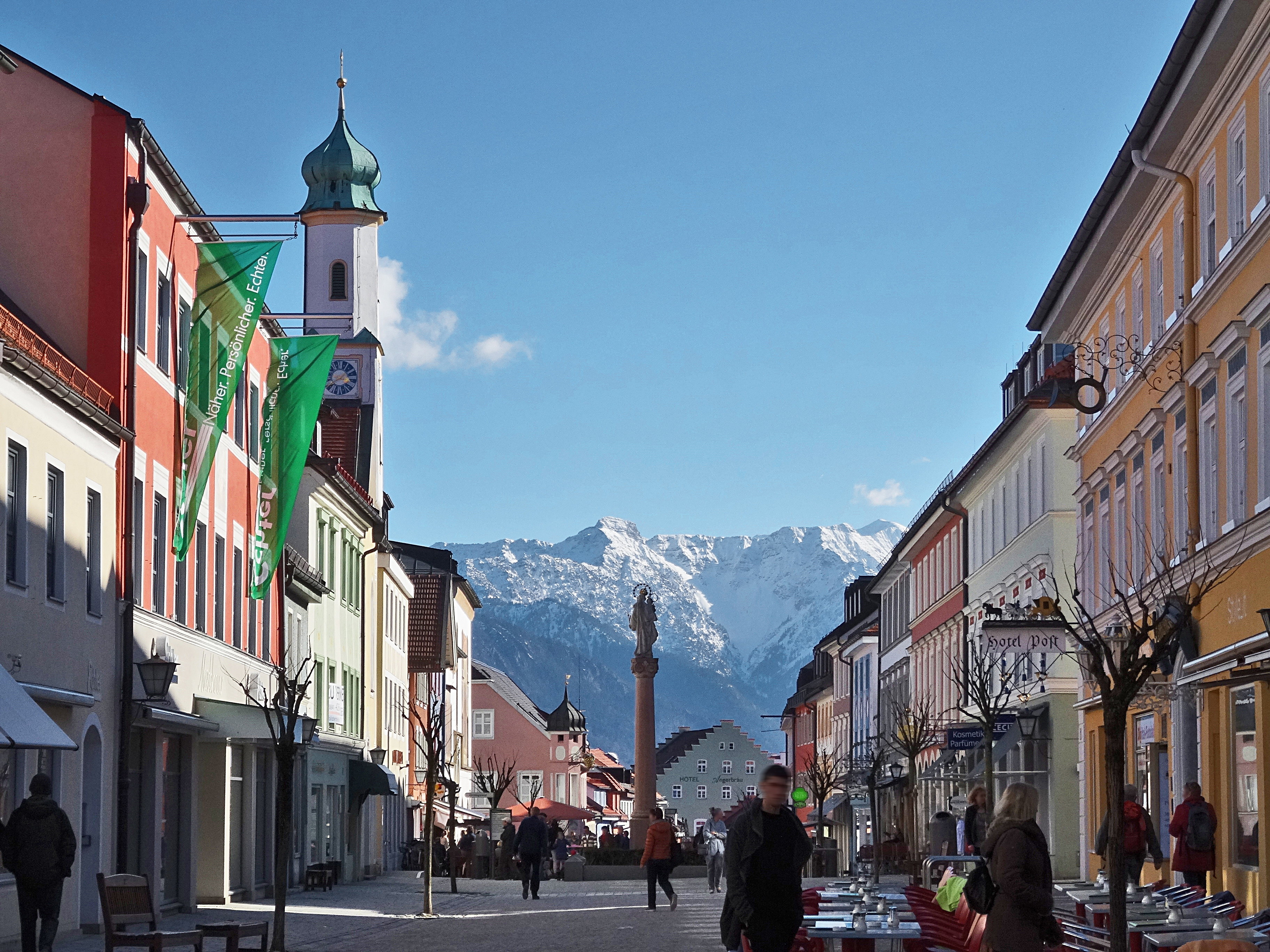
Blick auf die Hohe Kisten (1.922 m) über den Untermarkt

2001 wurden der neue Kurpark und der Münter-Platz sowie das neue Staffelsee-Gymnasium eingeweiht.
Murnau erwarb im Jahr 2002 das Gelände der ehemaligen Kemmel-Kaserne. Es wurde in einen Gewerbe- und Wohnpark, den Kemmelpark, umgebaut.
Im Jahr 2006 wurde das Goethe-Institut geschlossen und abgerissen. Im Herbst 2009 wurden an dessen Standort drei Doppelhäuser errichtet.
Seit dem 9. Dezember 2008 trägt die Aula des Staffelsee-Gymnasiums den Namen des Schriftstellers Ödön von Horváth.
2010 wurde die Postfiliale Murnau geschlossen und in den Supermarkt Feneberg verlegt. Das bisherige Postgebäude steht unter Denkmalschutz und bleibt erhalten.

### Eingemeindungen
Am 1. Juli 1974 wurde die Gemeinde Weindorf eingegliedert. Am 1. Januar 1978 kamen kleinere Teilgebiete der Gemeinden Riegsee und Seehausen am Staffelsee hinzu. Hechendorf bildete mit seiner Eingemeindung am 1. Mai 1978 den Schlusspunkt.

### Einwohnerentwicklung
Zwischen 1970 und 2020 wuchs der Markt von 8.233 auf 12.110 um 3.877 Einwohner bzw. um 47,1 %.
| Jahr      | 1840  | 1871  | 1900  | 1925  | 1939  | 1950  | 1961  | 1970  | 1987  | 1991   | 1995   | 2000   | 2005   | 2010   | 2011   | 2015   | 2020   | 2024   |
| Einwohner | 1.565 | 1.735 | 2.436 | 3.223 | 5.189 | 6.474 | 7.366 | 8.233 | 9.913 | 10.881 | 11.239 | 11.671 | 12.048 | 12.262 | 11.310 | 12.184 | 12.110 | 11.924 |

Bei den Angaben von 1871 bis zum Jahr 1987 und im Jahr 2011 handelt es sich um Volkszählungsergebnisse.

## Politik

### Marktgemeinderat
| Partei / Liste                              | Wahl 2008 | Wahl 2008 | Wahl 2014 | Wahl 2014 | Wahl 2020 | Wahl 2020 |
| Partei / Liste                              | %         | Sitze     | %         | Sitze     | %         | Sitze     |
| Christlich-Soziale Union in Bayern          | 42,9      | 11        | 34,12     | 8         | 24,45     | 6         |
| Sozialdemokratische Partei Deutschlands     | 15,5      | 4         | 12,23     | 3         | 05,01     | 1         |
| Freie Wählergemeinschaft e. V.              | 18,8      | 4         | 13,07     | 3         | 14,10     | 3         |
| Ökologisch-Demokratische Partei/Bürgerforum | 19,7      | 5         | 22,45     | 6         | 25,5      | 6         |
| MEHR BEWEGEN                                | –         | –         | 13,2      | 3         | 17,87     | 4         |
| FDP                                         | 03,2      | –         | –         | –         | –         | –         |
| Grüne                                       | –         | –         | 04,92     | 1         | 15,02     | 4         |
| Gesamt                                      | 100       | 24        | 100       | 24        | 100       | 24        |
| Wahlbeteiligung                             | 61,5 %    | 61,5 %    | 57,95 %   | 57,95 %   | 62,04 %   | 62,04 %   |

### Bürgermeister
Erster Bürgermeister ist seit 2014 Rolf Beuting (ÖDP/Bürgerforum). Bei der Bürgermeister-Stichwahl am 29. März 2020 wurde er mit 57,11 % der gültigen Stimmen bei einer Wahlbeteiligung von 66,86 % im Amt bestätigt, nachdem er schon im ersten Wahlgang mit 41,4 % die meisten Stimmen erhalten hatte. Sein Mitbewerber in der Stichwahl, Phillip Zoepf (MEHR BEWEGEN), kam auf 42,89 %. Vorgänger Beutings war Michael Rapp (CSU).

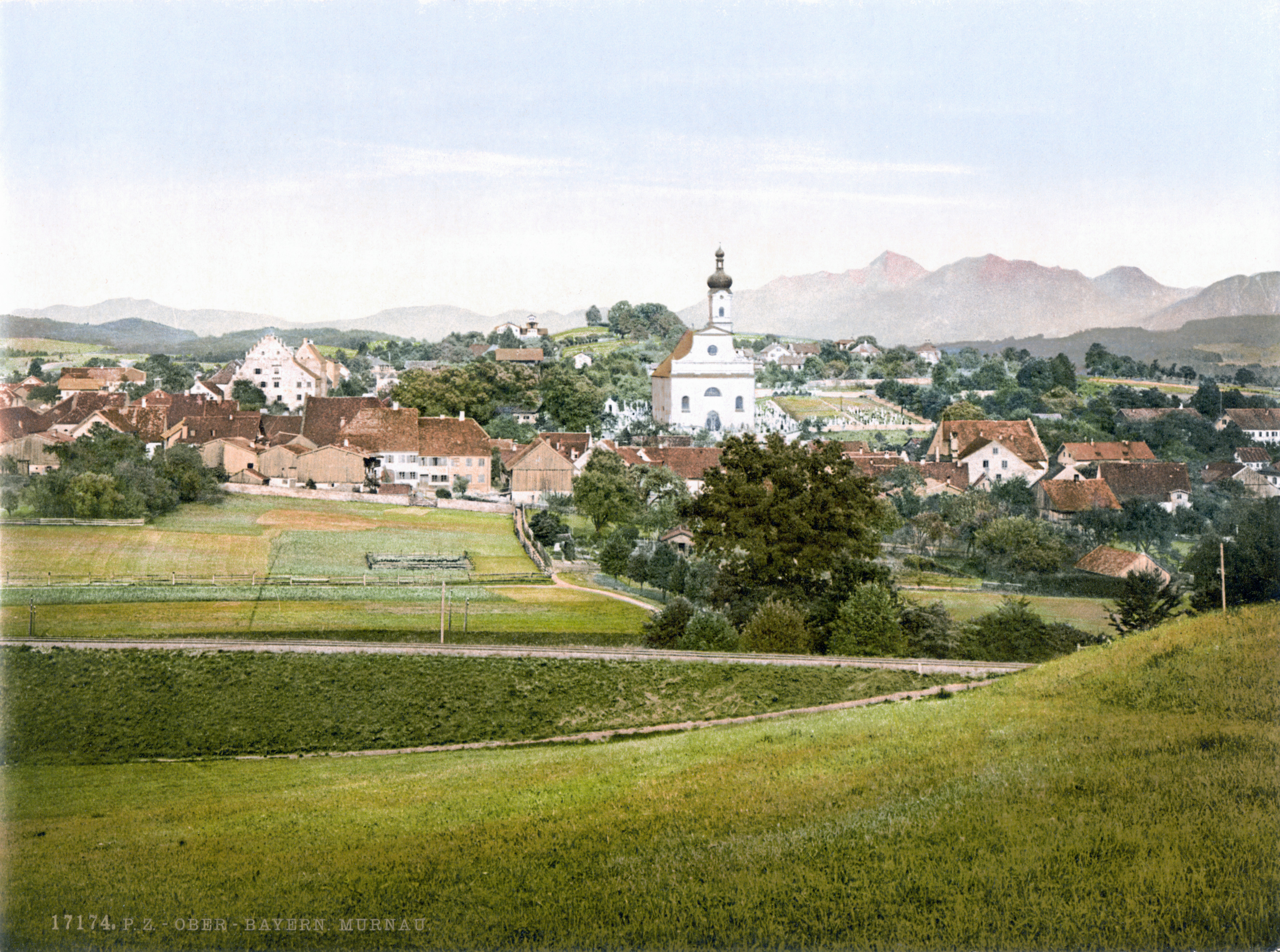
Murnau um 1900
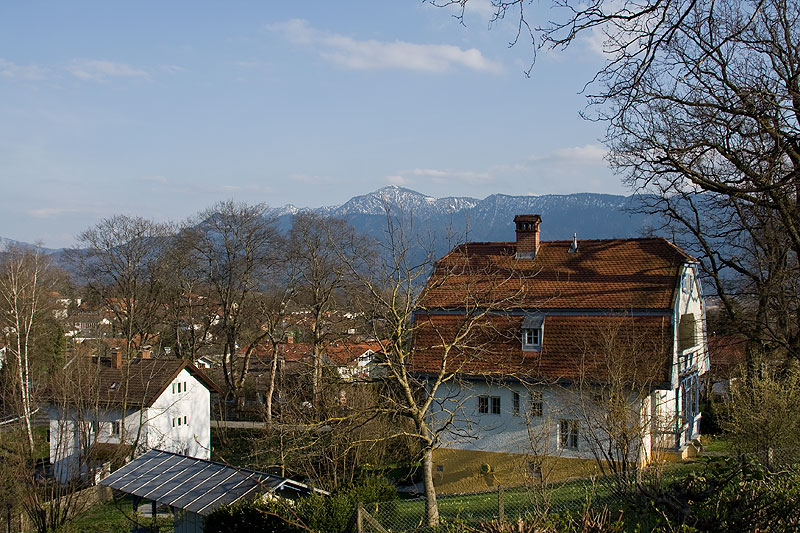
Das Münter-Haus, in dem Gabriele Münter zeitweise lebte. Im Hintergrund der Heimgarten
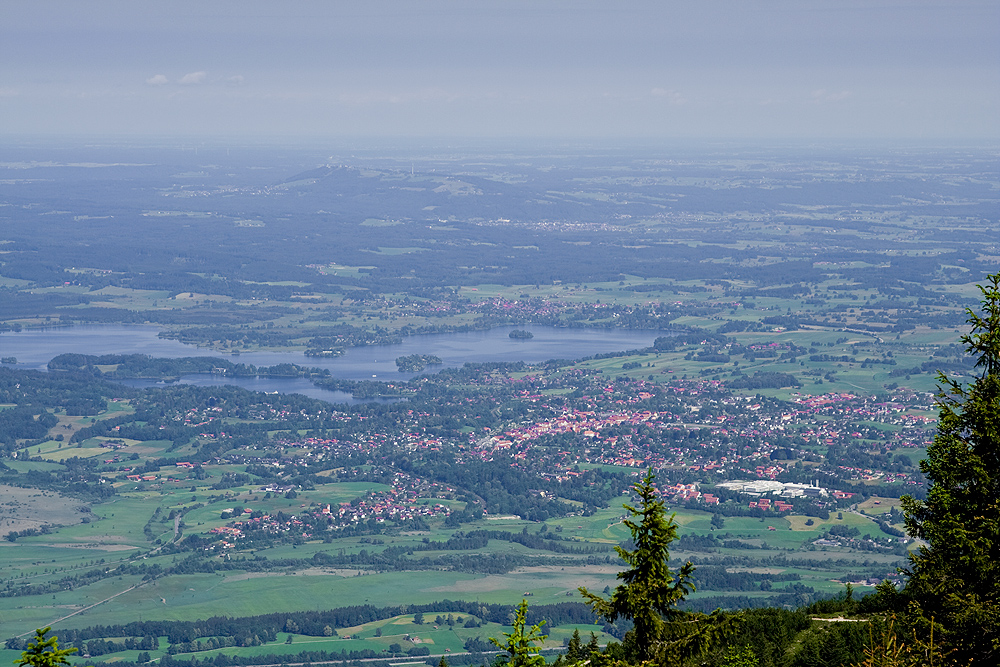
Murnau von unterhalb des Heimgarten-Gipfels, im Hintergrund Staffelsee und der Hohe Peißenberg
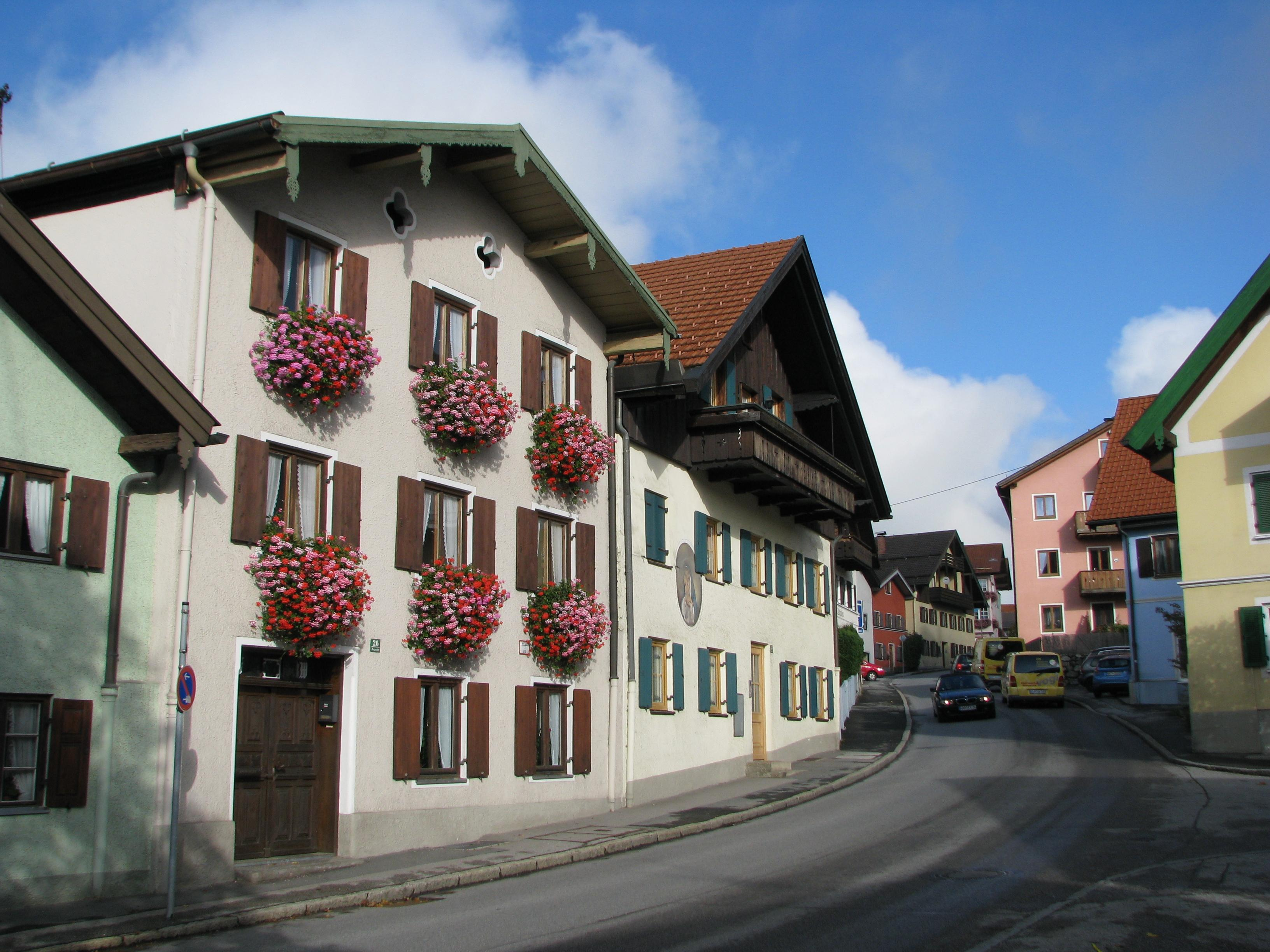
Murnau am Staffelsee, Burggraben – Straße in Murnau
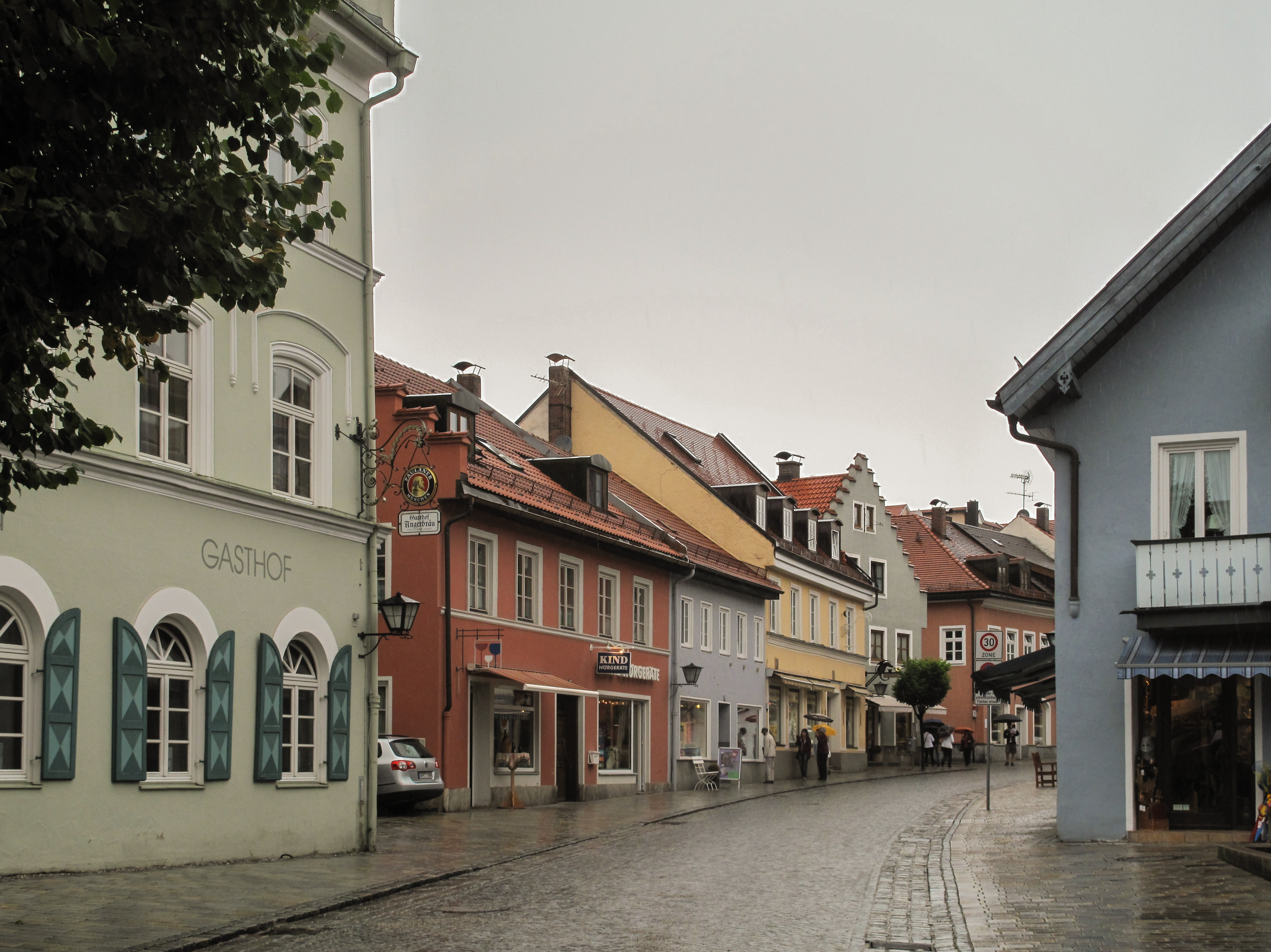
Murnau am Staffelsee, Untermarkt
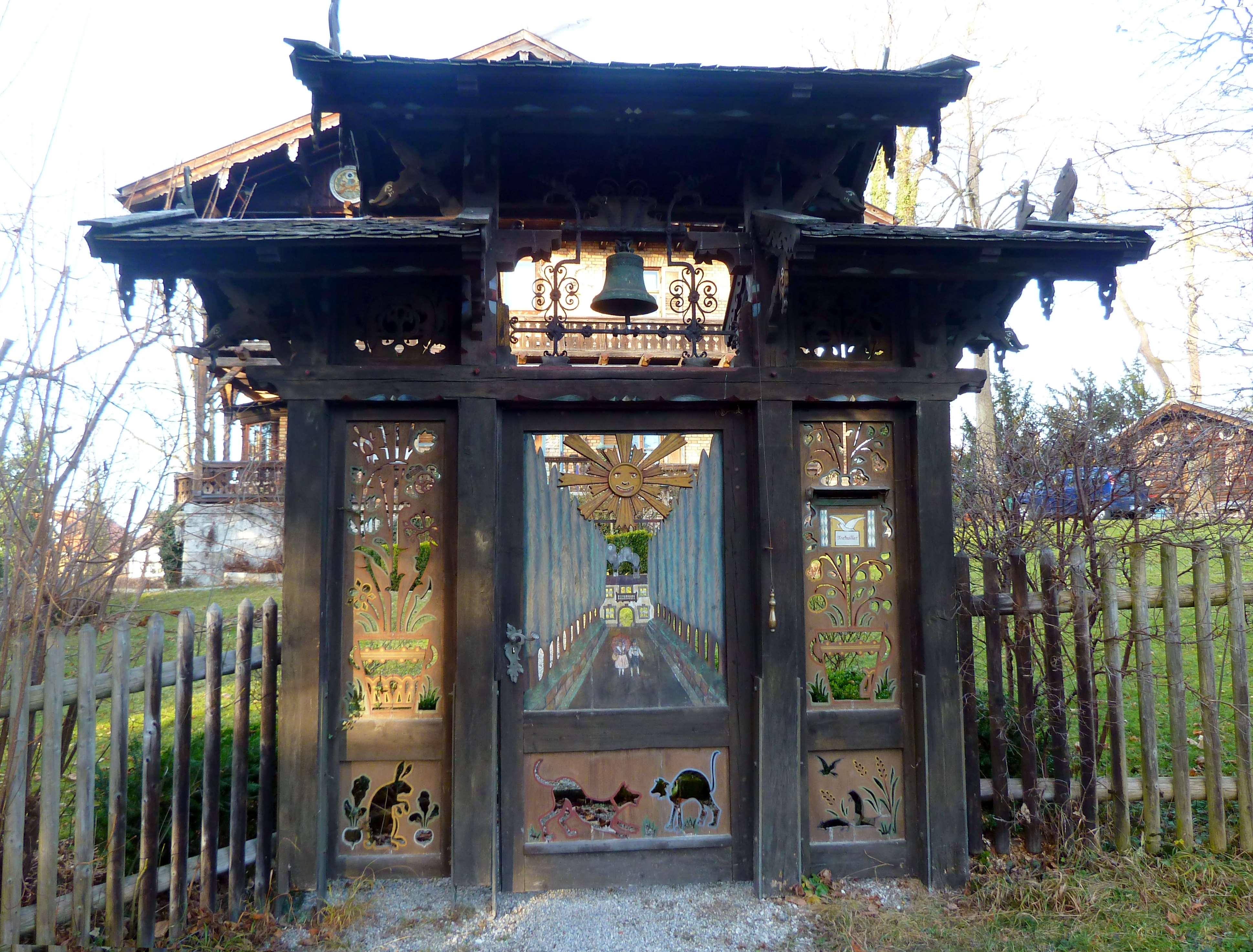
Murnau am Staffelsee, Altes Tor im Ainmillerpark
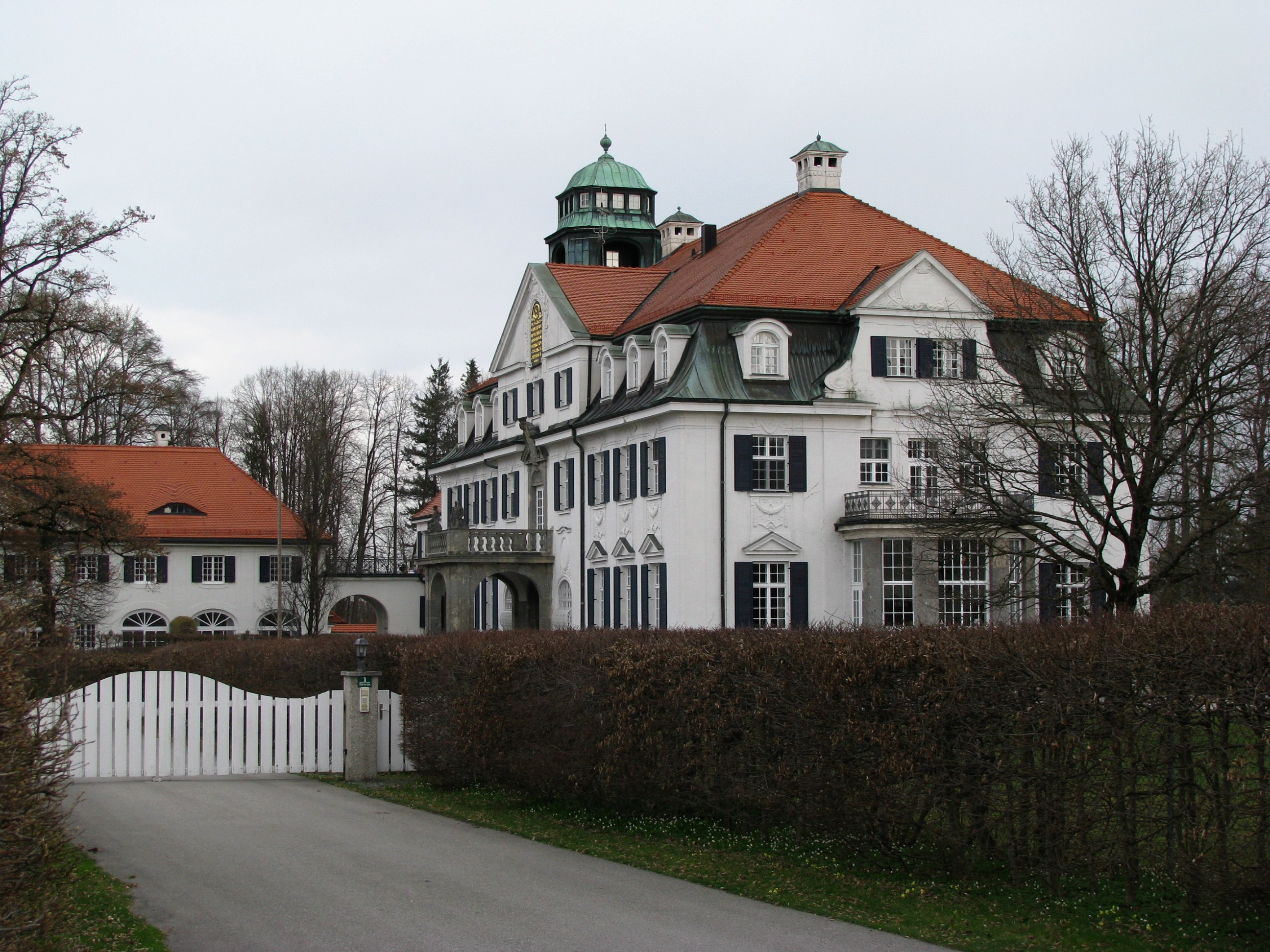
Schloss Neuegling

### Wappen
| Wappen von Murnau am Staffelsee | Blasonierung: „In Silber ein links gewendeter, widersehender, rot bewehrter grüner Lindwurm mit Flammenzunge.“                               |
| Wappen von Murnau am Staffelsee | Wappenbegründung: Wann der Drache im Murnauer Wappen auftaucht, ist nicht sicher bekannt. Das erste Gemeindesiegel stammt aus dem Jahr 1374. |

## Kultur
- 1980: Gründung des Historischen Vereins e. V. durch Ernst Krönner
- 1988: Erstes Ödön-von-Horváth-Projekt in Murnau, Leitung Elisabeth Tworek
- Seit 1994: Jährliches Kulturknall-Festival des Vereins Menschen Helfen e. V.
- Seit 2000: Jährliches „Weltmusikfestival grenzenlos“
- 2003: Gründung der Ödön-von-Horváth-Gesellschaft, die regelmäßig Veranstaltungen durchführt. Im November 2013 hat sie erstmals den Ödön-von-Horváth-Preis verliehen.
- 2007: Jugend- und Kulturtage des Bezirks Oberbayern „Murnau miteinander“
- In Murnau findet im Turnus von zwei Jahren der Integrative Murnauer Marktlauf statt.
- Murnau war Schauplatz der Sat1-Serie Stadt, Land, Mord.
- Der Murnauer Leonhardiritt findet jedes Jahr am 6. November zur Froschhauser Kirche St. Leonhard statt.

## Bauwerke

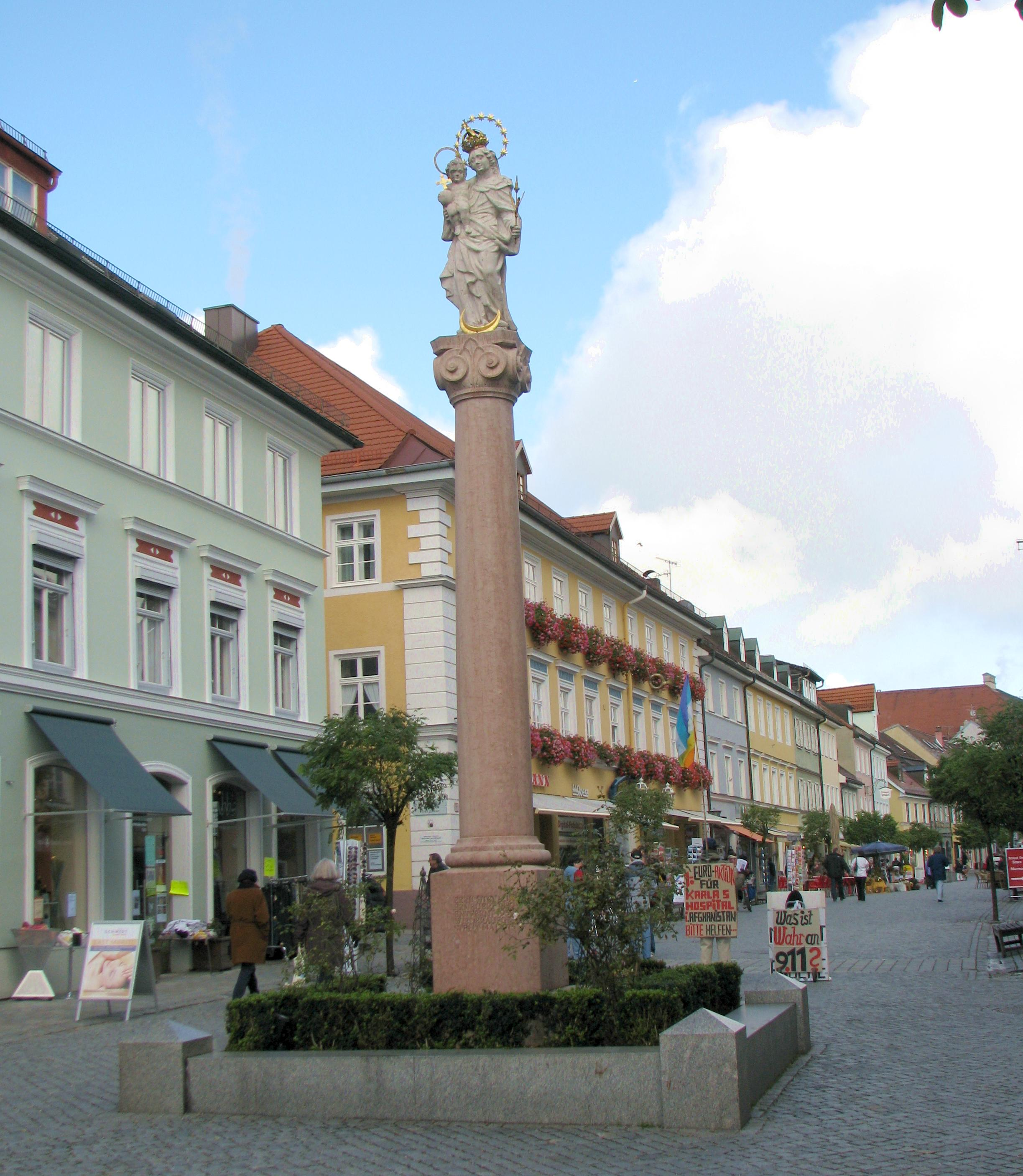
Mariensäule in Murnau

- Denkmalgeschützter Ober- und Untermarkt mit Mariensäule
- Villen, Landhäuser und eine Schule erbaut von Emanuel von Seidl
- Pfarrkirche St. Nikolaus mit dem Kuppelgemälde von Waldemar Kolmsperger dem Älteren
- Maria-Hilf-Kirche im Untermarkt
- Schloss Murnau mit dem Schlossmuseum
- Rathaus
- Münter-Haus („Russenhaus“)
- König-Ludwig-II.-Denkmal, 1894 enthüllt, erstes Denkmal für Ludwig II. in Bayern[27]
- Ramsachkircherl „Sankt Georg“ am Rand des Murnauer Moos
- Schloss Neuegling

## Wirtschaft und Infrastruktur

### Wirtschaft einschließlich Land- und Forstwirtschaft
2017 (Stand 30. Juni) gab es insgesamt 6150 sozialversicherungspflichtig Beschäftigte am Arbeitsort, davon im Bereich öffentliche und private Dienstleister 3307 und im Bereich Handel und Verkehr und Gastgewerbe 1328. Im verarbeitenden Gewerbe gab es sechs Betriebe, im Bauhauptgewerbe elf Betriebe. Im Jahr 2016 bestanden 38 landwirtschaftliche Betriebe mit einer landwirtschaftlich genutzten Fläche von 960 Hektar, davon 598 Hektar Wiesen und Weiden.

### Verkehrsverbindungen
Der Bahnhof Murnau liegt an der Bahnstrecke München–Garmisch-Partenkirchen und an der Ammergaubahn nach Oberammergau. 1989 wurde das erste elektronische Stellwerk in Deutschland in Regelbetrieb genommen.
Der Ort liegt an der Bundesstraße 2 und über die Staatsstraße 2062 besteht ein Anschluss an die Bundesautobahn 95. Durch den Ort führte früher die alte „Obere Salzstraße“ die von Tölz, Obersöchering, Murnau, Kohlgrub nach Steingaden führte. Außerdem verlief hier die alte Römerstraße „Via Raetia“.

### Schulen
In Murnau gibt es die Emanuel-von-Seidl- und die James-Loeb-Grundschule, eine Mittelschule, die bis Juli 2011 nach Max Dingler, ab 2016 nach Christoph Probst benannt wurde, sowie das Staffelsee-Gymnasium, eine Schule mit naturwissenschaftlich-technologischer und sprachlicher Ausrichtung. Seit dem Schuljahr 2011/12 besitzt Murnau eine Realschule, die, nachdem sie ursprünglich nur für Buben geplant war, seit dem Schuljahr 2013/14 auch Mädchen aufnimmt.
Anfangs waren die Schüler in provisorischen Containern untergebracht, Ende 2014 wurde der erste Bauabschnitt beendet und das neue Schulhaus bezogen. Die Investitionssumme lag bei 21 Mio. Euro. Der erste Abschlussjahrgang verließ die Realschule im Schuljahr 2016/2017.
1964 wurde die Camerloher Musikschule Murnau e. V. gegründet. Sie ist Mitglied im Verband der Bayerischen und Deutschen Sing- und Musikschulen.

### Krankenhäuser

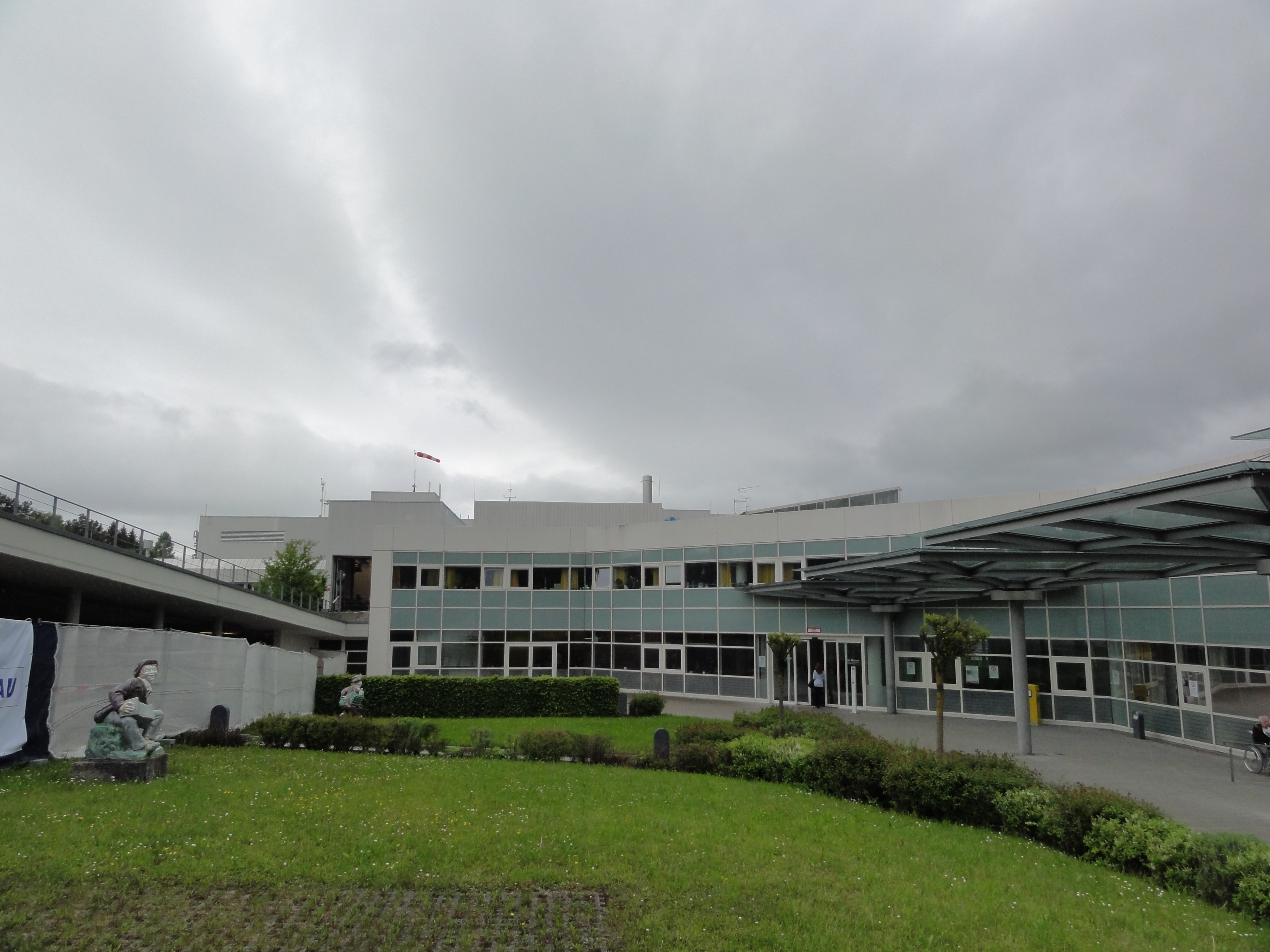
Haupteingang der Berufsgenossenschaftlichen Unfallklinik

Murnau verfügt über zwei Krankenhäuser: Die Berufsgenossenschaftliche Unfallklinik Murnau und die Klinik Hochried, eine Fachklinik für Kinder- und Jugendmedizin. Die Klinik für innere Medizin des Klinikums Garmisch-Partenkirchen in Murnau wurde mittlerweile in dem Gebäude der Berufsgenossenschaftlichen Unfallklinik Murnau untergebracht.

## Kasernen und Garnisonen
In der Zeit des Nationalsozialismus wurde 1935 die Kemmel-Kaserne erbaut, deren Name an die Eroberung des Kemmelberges durch deutsche Truppen während der Vierten Flandernschlacht erinnert. Murnau erhielt 1938 erstmals eine Garnison der Gebirgstruppe. Am 25. August 1939 verließ die Gebirgstruppe die Kaserne, um in den Krieg gegen Polen zu ziehen. Von 1939 bis 1945 waren bis zu 5.000 polnische Offiziere im Kriegsgefangenenlager in der 1939 erbauten Panzerjägerkaserne, der heutigen Werdenfelser Kaserne (Oflag VII A) inhaftiert. Die Bewachung Lagers übernahm ein Landesschützenbataillon, das in der benachbarten Kemmel-Kaserne untergebracht war. Das Lager wurde am 29. April 1945 von Soldaten der 7. US-Armee befreit.
Murnau ist heute Standort der Bundeswehr; es war Standort der Gebirgsjägerbrigade 22, ab 1981 Panzergrenadierbrigade 22, später Panzerbrigade 22, die der 1. Gebirgsdivision in Garmisch-Partenkirchen unterstellt war. Am 21. März 1993 wurde der Großverband aufgelöst.
1965/66 war eine HAWK-Batterie des französischen 402e régiment d’artillerie anti-aérienne in Murnau stationiert.
Seit 1966 beherbergt Murnau ein Fernmeldebataillon. Zunächst als Gebirgsfernmeldekompanie 8 1956 in Mittenwald aufgestellt, wurde das Gebirgsfernmeldebataillon 8 (später umbenannt in Gebirgsfernmeldelehrbataillon 8, danach Gebirgsstabsfernmeldelehrbataillon 8) nach Murnau verlegt, wo es bis zum 31. März 1994 in der Kemmel-Kaserne stationiert war. Zum 1. April 1994 bezog es die wesentlich kleinere, aber modernere Werdenfelser Kaserne am nördlichen Ortsrand von Murnau. Die Kaserne wurde geschlossen und 2001 von der Marktgemeinde Murnau erworben. Diese hat das Gelände in einen Gewerbe- und Wohnpark, den Kemmelpark, umgewandelt.
Seit 1. Januar 1996 sind Murnauer Soldaten regelmäßig in Auslandseinsätzen der Bundeswehr (IFOR, SFOR, EUFOR, TF FOX, KFOR, ISAF) vertreten. Im Zug der Transformation der Bundeswehr und der damit verbundenen Auflösung der 1. GebDiv (Gebirgsdivision) wurde das Bataillon 2006 in Führungsunterstützungsbataillon 293 und 2017 in Informationstechnikbataillon 293 umbenannt und dem Cyber- und Informationsraum (CIR) unterstellt. Nach der Strukturplanung der Bundeswehr sollte der Standort Murnau ursprünglich eigentlich komplett aufgelöst werden. Es wurde aber lediglich die Fahrschulkompanie aufgelöst. Seit der Herausgabe des Stationierungskonzepts 2011 besteht für die Werdenfelser Kaserne Struktursicherheit. Im Zuge der Einnahme dieser Struktur wurde die Murnauer Feldjägerkompanie 2014 aufgelöst, ihr Zuständigkeitsbereich wurde von der Münchner Feldjägerkompanie übernommen.
In der Werdenfelser Kaserne ist auch das Sanitätsversorgungszentrum Murnau stationiert.

## Persönlichkeiten
Der Filmregisseur Friedrich Wilhelm Murnau (eigentlich Friedrich Wilhelm Plumpe) benannte sich nach dem Ort.
Christoph Probst, ein 1919 in Murnau geborenes Mitglied der Weißen Rose, wurde 1943 in München-Stadelheim hingerichtet.
Gabriele Münter, Malerin (Blauer Reiter), lebte von 1909 bis zu ihrem Tod in Murnau. Wassily Kandinsky verbrachte 1909 bis 1914 gemeinsam mit ihr die Sommermonate in Murnau. Weitere Besucher waren Marianne von Werefkin und Alexej von Jawlensky sowie andere Künstler. Murnau war somit ein bedeutender Treffpunkt in der Vorgeschichte des Blauen Reiters.
Ödön von Horváth, geboren 1901, lebte seit 1923 bei seinen nach Murnau umgezogenen Eltern und besuchte diese auch später während seines Aufenthalts in Berlin häufig. Seine sogenannten Volksstücke spielen mit dem gesellschaftlichen Konfliktstoff, den er in Murnau, das schon vor 1933 nationalsozialistisch dominiert war, aufnahm. Er wurde als Zeuge in einem Strafverfahren gegen Nationalsozialisten, die eine SPD-Versammlung in Murnau gewaltsam gestört hatten, vor Gericht vernommen.